# Electone,Inc.
Electone,Inc.は、アメリカの補聴器メーカーである。本部は、アメリカ・オーランドに所在する。
耳かけ型補聴器・オーダーメイド耳あな型補聴器を取り扱っている。